# بحيرة آيسل مير
آيسل مير (بالهولندية: [ˌɛisəlˈmeːr]، بالفرنسية الغربية: Iselmar، وبالهولندية الساكسونية الدنيا: Iesselmeer)، ويُعرف أيضًا في الإنجليزية باسم بحيرة آيسل، هي بحيرة عذبة مغلقة تقع في وسط هولندا، وتُجاور مقاطعات فليفولاند وشمال هولندا وفريسلاند.
تغطي البحيرة مساحة تبلغ 1,100 كيلومتر مربع (420 ميلًا مربعًا)، ويبلغ متوسط عمقها 4.5 مترًا (15 قدمًا). ويصب فيها نهر آيسل، الذي سُمّيت البحيرة باسمه.
يُكتب أول حرفين من الاسم IJ بأحرف كبيرة لأنهما يُشكلان في اللغة الهولندية ثنائية حرف تُعتبر أحيانًا بمثابة حرف موحد.

## الاستخدام الحالي
نظرًا لتدفق كميات كبيرة من مياه نهر الراين عبر فرعه "آيسل" إلى بحيرة "آيسل مير"، تؤدي هذه البحيرة المغلقة دورًا مهمًا كمستودع ضخم للمياه العذبة، حيث تُستخدم كمصدر رئيسي للري الزراعي ولتوفير مياه الشرب. ويتم تنظيم مستوى المياه فيها من خلال بوابات تصريف تقع في سد "آفشلويتدايك".
وتُعد بحيرة آيسل مير منطقة نشطة في مجالي النقل والصيد، كما توفر فرصًا واسعة لممارسة الأنشطة الترفيهية، سواء على سطح المياه أو على ضفافها. وبفضل ضحالة مياهها، إلى جانب بحيرتي "ماركر مير" والبحيرات المجاورة، حافظت المدن والقرى الساحلية المحيطة على طابعها التاريخي، إذ لم تتأثر كثيرًا بالتحديث المعماري، ولا تزال تزخر بالعديد من المباني التراثية.
كما تحتضن بحيرة آيسل مير أجزاءً من مشاريع طاقة الرياح البحرية، مثل "مزرعة رياح شمال شرق بولدر" و"مزرعة رياح فريسلاند".